# Usavich
Usavich (ウサビッチ, Usabitch) é uma série de curtas-metragens animadas japonesa, criada por Satoshi Tomioka e seu estúdio Kanaban Graphics originalmente para o serviço móvel japonês da MTV, "Flux". A série apresenta diversos episódios, cada um com 90 segundos de duração, retratando a vida de uma dupla de coelhos retidos em uma prisão soviética.

## Personagens principais
- Kirenenko - Kirenenko veste um uniforme da prisão com listras vermelhas, o número 04. Ele tem um pino de segurança preso por meio de sua orelha esquerda. Originalmente um chefe da máfia. Ele não fala muito, mas é muito perigoso quando fica zangado ou enfurecido. Quando pressionado o suficiente, ele entra em uma forma de raiva demoníaca, que é claramente visível pelo seu rosto. Ele gosta de ordem e não perdoa qualquer um que cruze seu caminho ou "se meta" em sua vida. Ele coleciona tênis e geralmente é indiferente ao mundo em torno dele, enquanto lê suas revistas de tênis. Ele também é quase invencível com armas normais, tais como balas, e os mísseis não vão mesmo prejudicá-lo. Venenos não funcionam com ele também. Quando ele morre, ele é facilmente reavivado, se remendado. Ele é o principal protagonista, junto com Putin.[3]
- Putin - Putin usa um uniforme da prisão com listras verdes, número 541. Ele tem as orelhas amarradas e é bem-humorado. Ele gosta de dançar Kozachok em sua cama (O episódio 12 mostra ele dançando Kozachok durante o sono). Ele gosta de se divertir, mas muitas vezes se mete em problemas. Ele era um trabalhador honesto, que uma vez perdeu um dia de trabalho devido a uma ressaca e foi condenado a 3 anos de prisão como um agente capitalista. No entanto, ele aproveita a vida na prisão com a sua comida de graça, e é um mestre da culinária. Ele estava a apenas um dia para ser libertado, quando seguiu Kirenenko para fora da cela, quando este viu numa revista um tênis que o agradava. Ele entra em pânico com muita facilidade, o suficiente para que seu rosto fique azul, vermelho e/ou branco quando está nervoso, dependendo da situação. Ele também tem baixa tolerância ao álcool: um único copo de vinho o tornará extremamente bêbado. Ele é, no entanto, um mecânico muito habilidoso, capaz de construir robôs, carros e montar e desmontar armas, cada um dentro de uma fração de segundos.[3]
- Leningrado - Sapo argentino que vivia no vaso sanitário da prisão. Come qualquer objeto que se mova. Putin o considera como seu animal de estimação.[3]
- Comanechi – Comanechi é um pintinho fêmea travesti, encontrada por Putin durante a classificação de pintinhos por sexo no Episódio 2. Sua mãe o visitou durante o episódio 6 e foi comida por Leningrado. Ele morre repetidamente ao longo da série, mas volta à vida quase sempre. Na 4 ª temporada, Comanechi "cresce" e dá à luz Comanechi Jr.[3]

## Personagens secundários
1. Kanschkov – É o chefe dos carcereiros, responsável por vigiar os prisioneiros, atormentando-os sempre que possível.[3]
2. Mechanenko - Mechanenko é um robô construído por Putin no episódio 35 para assustar snipers enviadas por Zrzolov, devido à Kirenenko estar morto a essa hora. Seu design é baseado em Kirenenko, consequentemente, ele é tão poderoso e indestrutível, só sendo destruído por Kirenenko ou por si mesmo.
3. Zrzolov - Zrzolov é o proprietário do local da torre da estação 3, no qual ele é o antagonista principal. Ele geralmente é visto com suas duas amantes. Ele é rico, ambicioso, narcisista e exibicionista. Ao longo da 3ª temporada, ele tenta matar Kirenenko e tomar o seu dinheiro. Zrzolov é procurado com uma recompensa de 1.000.000 de rublos. Durante o último episódio, ele foi retratado sendo o único que tinha matado Kirenenko e Killnenko por aprisioná-los em um míssel com uma isca de tênis, e explodi-los ao alto, embora Kirenenko não pareça se lembrar disso.
4. Killnenko - Irmão gêmeo Kirenenko, que era também o líder da máfia. Devido aos irmãos serem mortos em uma explosão por Zrzolov e seus órgãos serem separados, eles são "montados" após a cirurgia, resultando em duplas personalidades. No documento oficial, ele ainda é o líder da máfia presente, e na 4 ª temporada Kirenenko entra em contato com ele.

## No Brasil
No Brasil, esta série é exibida pelo VH1 durante os intervalos de alguns programas transmitidos por este canal.